# Туриева, Ася Эмзаровна
Ася Эмзаровна Туриева (род. 5 января 1993, Владикавказ) — российская футболистка, полузащитник клуба «Крылья Советов».

## Биография
Училась во Владикавказе в школе № 40. С 11 лет 4 года занималась дзюдо.

## Карьера
Профессионально стала заниматься футболом в 17 лет.
В первой лиге России зоны «Юг» дебютировала 18 июня 2011 года за воронежскую «Энергию-М» — вышла в стартовом составе и забила гол (второй) в ворота команды «Госуниверситет-ШВСМ» (Орёл) — счёт 3:1.
Дебютировала в чемпионате России 10 сентября 2011 года в матче «Энергии» (Воронеж) против «Мордовочки» (5:0), выйдя в стартовом составе, и на 60 минуте встречи получила жёлтую карточку. Завоевала с командой бронзу чемпионата России по футболу 2011/12. По итогам сезона команда была расформирована.
Летом 2012 года после расформировании «Энергии» получила приглашение в женскую сборную России по мини-футболу для участия в Чемпионате мира среди вузов, который проходил в Португалии, но ответила отказом из-за выбора в большой футбол.
Позднее перешла в «ЦСП Измайлово». Дебютировала за клуб 6 сентября 2012 в матче против «Рязань-ВДВ», заменив на 70 минуте матча Анну Астапенко и спустя минуту получила жёлтую карточку. В 2013 году с командой вышла в финал кубка России, пройдя в 1/4 «Дончанку» (7:0) и «Рязань-ВДВ» (3:2) в полуфинале, и проиграли в добавленное время «Звезде-2005» со счётом 1:2. 18 ноября 2013 года забила свой первый гол в чемпионате России в матче против «Дончанки» на 49 минуте матча при счете (0:2) в пользу «Дончанки», и в итоге всё же проиграли со счётом (2:3).
Летом 2014 по ходу сезона перешла в «Рязань-ВДВ». Дебютировала за команду в финале Кубка России против «Кубаночки», выйдя на замену, и завоевала Кубок России. 8 октября 2014 сыграла свой первый матч в Лиге чемпионов УЕФА против «Русенгорда» (1:3). В сезоне 2014 с «Рязань-ВДВ» завоевала бронзовую медаль чемпионата России. В сезоне 2015 года остановилась в шаге от финала Кубка России, проиграв в полуфинале финалисту кубка России-2014 «Кубаночке». В чемпионате команда заняла 4 место, уступив по дополнительным показателям бронзовые медали «Зоркому». В 2016 году приняла участие во всех матчах сезона, проведя 15 игр в чемпионате и 2 матча в кубке. 2 июля забила свой второй гол в карьере в матче против «Кубаночки» (1:1). В 2017 году стала серебряным призёром чемпионата, а в 2018 году — чемпионкой страны и финалистом Кубка.
В 2021 году перешла в «Ростов». На момент окончания сезона 2024 провела больше всего матчей за «Ростов» — 99 (93 в Чемпионате + 6 в Кубке). В январе 2025 года перешла в самарские «Крылья Советов».

## Достижения
- Чемпионка России (1): 2018
- Серебряный призёр чемпионата России (1): 2017
- Бронзовый призёр чемпионата России (3): 2011/12, 2014, 2016
- Обладательница Кубка России (1): 2014
- Финалистка Кубка России (2): 2013, 2018